# Accent chromatique japonais
L'accent chromatique japonais est l'accent de hauteur (en japonais kōtei-akusento (高低アクセント)) caractérisant la prononciation du japonais.
L'accent chromatique est généralement important pour bien communiquer oralement, même s'il existe des différences liées aux dialectes régionaux. En outre, cet aspect du japonais est un point qui n’est que peu voire pas abordé lors de l'enseignement du japonais comme langue étrangère, de sorte à ne pas trop compliquer l'apprentissage.  Le concept est différent des « tons » rencontrés dans les langues tonales telles que le chinois.
Il existe quatre modèles fondamentaux dans la langue standard :
- 平板型 (heibangata, « forme monotone »). La deuxième more est prononcée avec une note plus haute que la première. Les mores suivantes, quand il y en a, sont à la même hauteur que la deuxième. De plus, quand une particule suit le mot, celle-ci est prononcée à la même hauteur que la more finale du mot. Exemple avec 桜 (en prononciation kun'yomi : sakura, \sa˨.kɯ˦.ɾa˦.◌˦\, « cerisier ») :

- 頭高型 (atamadakagata, « forme à tête haute »). La première more est prononcée plus haut que la deuxième. Les mores suivantes, quand il y en a, sont à la même hauteur que la deuxième. De plus, quand une particule suit le mot, celle-ci est prononcée à la même hauteur que la more finale du mot. Exemple avec 春 (en prononciation kun'yomi : haru, \ha˦.r.◌˨\, « printemps ») :

- 中高型 (nakadakagata, « forme à centre haut »). La deuxième more est prononcée plus haut que la première et il y a une descente avant la fin du mot. De plus, quand une particule suit le mot, celle-ci est prononcée à la même hauteur que la more finale du mot. Exemple avec 心 (en prononciation kun'yomi : kokoro, \ko̞˨.ko̞˦.ɾo̞˦.◌˨\ ou \ko̞˨.ko̞˦.ɾo̞˨.◌˨\, « cœur ») :

- 尾高型 (odakagata, « forme à queue haute »). La deuxième more est prononcée plus haut que la première. Les mores suivantes, quand il y en a, sont à la même hauteur que la deuxième. De plus, quand une particule suit le mot, celle-ci est prononcée plus basse que la more finale du mot. Exemple avec 橋 (en prononciation kun'yomi : hashi, \ha˨.ɕi˦.◌˨\, « pont ») :

On peut noter que les modèles heiban et odaka sont identiques lorsque le mot n'est pas suivi par une particule ; néanmoins, dans la pratique, les notes hautes du modèle heiban montent moins que les notes hautes du modèle odaka.